# Edhem Čamo
Edhem Čamo, bosansko-hercegovski veterinar, predavatelj in akademik, * 30. december 1909, † 25. november 1996.
Čamo je deloval kot redni profesor za zoohigieno Veterinarske fakultete v Sarajevu in bil dopisni član Slovenske akademije znanosti in umetnosti (od 13. marca 1972).